# رنگین‌کمان‌ماهیان استرالیایی
رنگین‌کمان‌ماهیان استرالیایی (به لاتین: Melanotaeniinae)، زیرتیره‌ای از رنگین‌کمان‌ماهی‌ها (از تیرهٔ Melanotaeniidae) است. آنها گروهی از ماهی‌های کوچک، رنگارنگ و آب شیرین هستند که در شمال و شرق استرالیا، گینه نو، جزایر خلیج سندراواسی جزایر راجه آمپات در اندونزی و ماداگاسکار یافت می‌شوند.
بزرگ‌ترین سردهٔ رنگین‌کمان‌ماهیان استرالیایی، Melanotaenia، از یونان باستان melano (سیاه) و taenia (بنددار) گرفته شده است. ترجمه آن به معنای «بند سیاه» است، و اشاره‌ای به نوارهای سیاه کناری اغلب چشمگیر است که در امتداد بدن افرادی از سردهٔ Melanotaenia قرار دارند.